# Selina Shirin Müller
Selina (* 26. März 1993 in Ehringshausen; vollständiger Name Selina Shirin Müller) ist eine deutsche Pop-Sängerin und Schauspielerin.

## Leben
Müller wuchs in Hessen auf, engagierte sich zunächst im örtlichen Karnevalsverein und begann dort zu singen.

## Musik
2005 trat sie unter anderem auf dem Hessentag in Weilburg auf. Bei „Gambach sucht den Superstar“ und dem „Sinner Song Contest“ erlangte sie jeweils den Sieg.
Im Alter von 12 Jahren nahm sie am Kiddy Contest des ORF in Wien teil und belegte den vierten Platz. Im März 2006 trat sie im KiKA LIVE-Wettbewerb „Beste Stimme gesucht!“ auf und ging als Siegerin hervor. Hier wurde auch Jeanette Biedermann auf sie aufmerksam.
Als der KiKA für seinen Song zum zehnten Geburtstag eine Sängerin suchte, vermittelte ihr Jeanette Biedermann den Kontakt. Biedermann schrieb gemeinsam mit ihrem Gitarristen Jörg Weißelberg Selinas Single Dein Tag. Hiermit und mit einem weiteren Song (Nur für dich) war Selina mit der KiKA-Sommertour 2007 in einigen deutschen Städten unterwegs.
2008 wurde die zweite Single Ich bin nicht mehr ich, wieder produziert von Jeanette Biedermann, veröffentlicht. Das Lied wurde zum Titelsong des Kinofilms Freche Mädchen, in dem Müller ebenfalls eine der Hauptrollen (Hanna) spielte. Der Song erreichte die Top 50 der Charts und Müller trat mit ihm im Rahmen der Musikshow The Dome 47 vor großem Publikum auf. Vier weitere Songs wurden auf dem Soundtrack zum Film von Selina veröffentlicht.
Kurz darauf erschien das Debütalbum Mädchen kommen immer...(ans Ziel), welches ebenfalls von Biedermann und Weißelberg produziert wurde. Das Album konnte sich eine Woche in den Top 70 der Charts halten. Die dritte und letzte Single aus dem Album wurde Verdammt am Leben. Für den Soundtrack zum Kinofilm Freche Mädchen 2 nahm Müller vier neue Songs auf. Im November 2010 erschien die Single Dreams im Rahmen der Serie Hand aufs Herz. Die Single stieg in der ersten Woche in die Top 20 der Charts ein und hielt sich drei Wochen in den Charts. Im April des folgenden Jahres erschien ein ganzes Album, Der Soundtrack, unter dem Titel der Serie.

## Schauspielerei
Müller spielt zudem im Kinofilm Freche Mädchen mit, der am 17. Juli 2008 in die deutschen Kinos kam. In dieser Girlie-Komödie spielt sie unter anderem mit Wilson Gonzalez Ochsenknecht, Anke Engelke und Armin Rohde zusammen. Sie besetzt die Rolle der „Hanna“ und singt außerdem den Titelsong Ich bin nicht mehr ich zum Film. Im Jahr 2010 spielte Selina Shirin Müller in der Fortsetzung, Freche Mädchen 2, erneut die Hanna, diesmal neben Armin Rohde auch mit Matthias Brandt, Tom Gerhardt und Barbara Schöneberger. Im Sommer 2011 war sie im Kinofilm Homies als „Lili“ zu sehen. Außerdem übernahm sie 2010 in der Reihe krimi.de eine Episodenhauptrolle in der Folge „Muskelspiele“.
Seit August 2010 stand Müller für die Sat.1-Soap Hand aufs Herz als Luzi Beschenko vor der Kamera. Die Seifenoper endete im Sommer 2011.

### Filmografie
- 2008: Freche Mädchen (Kinospielfilm)
- 2010: Freche Mädchen 2 (Kinospielfilm)
- 2010–2011: Hand aufs Herz (TV)
- 2010: Krimi.de – Folge: Muskelspiele (TV)
- 2010: Homies (Kinospielfilm)
- 2013: Schimmernde Schatten (Kurzfilm)
- 2013: Auf der Suche nach Dir (Kurzfilm)

## Diskografie

### Alben
- Mädchen kommen immer… (ans Ziel) (15. August 2008)
- Der Soundtrack (als Teil des Hand-aufs-Herz-Casts, 15. April 2011)

### Singles
- Dein Tag (2007)
- Ich bin nicht mehr ich (2008)
- Verdammt am Leben (2008)
- Dreams (als Teil des Hand-aufs-Herz-Casts, 2010)

## Sonstiges
- Im Mai 2009 hat sie als Patin einer Jugendgruppe die Aktion des BDKJ „72 Stunden - uns schickt der Himmel“ unterstützt.
- Seit Sommer 2012 ist Selina offizielle „Botschafterin der Region Mittelhessen“ und repräsentiert auf diese Weise ihre „alte Heimat“.[3]
- Im Juni 2013 war sie erneut Patin einer Jugendgruppe der Aktion des BDKJ „72 Stunden - uns schickt der Himmel“.

## Auszeichnungen
- 2011: Wild And Young Award in der Kategorie Beste Durchstarterin